# 雇用保蔵
雇用保蔵（こようほぞう）とは企業が労働者を採用したものの、その労働者に能力に見合った生産を挙げられるだけの業務を任せずに保蔵しているということ。あるいは労働者が元々は多くの生産を上げる業務が割り当てられていたものの、景気悪化などにより業務を減少させて多く働かせないで労働力を保蔵させるということ。雇用保蔵を行う目的としては、将来的には需要が回復して多くの生産量が求められる事を見越して、その時のために労働力を確保していると考えられる。